# Oesterreichisch-Alpine Montangesellschaft

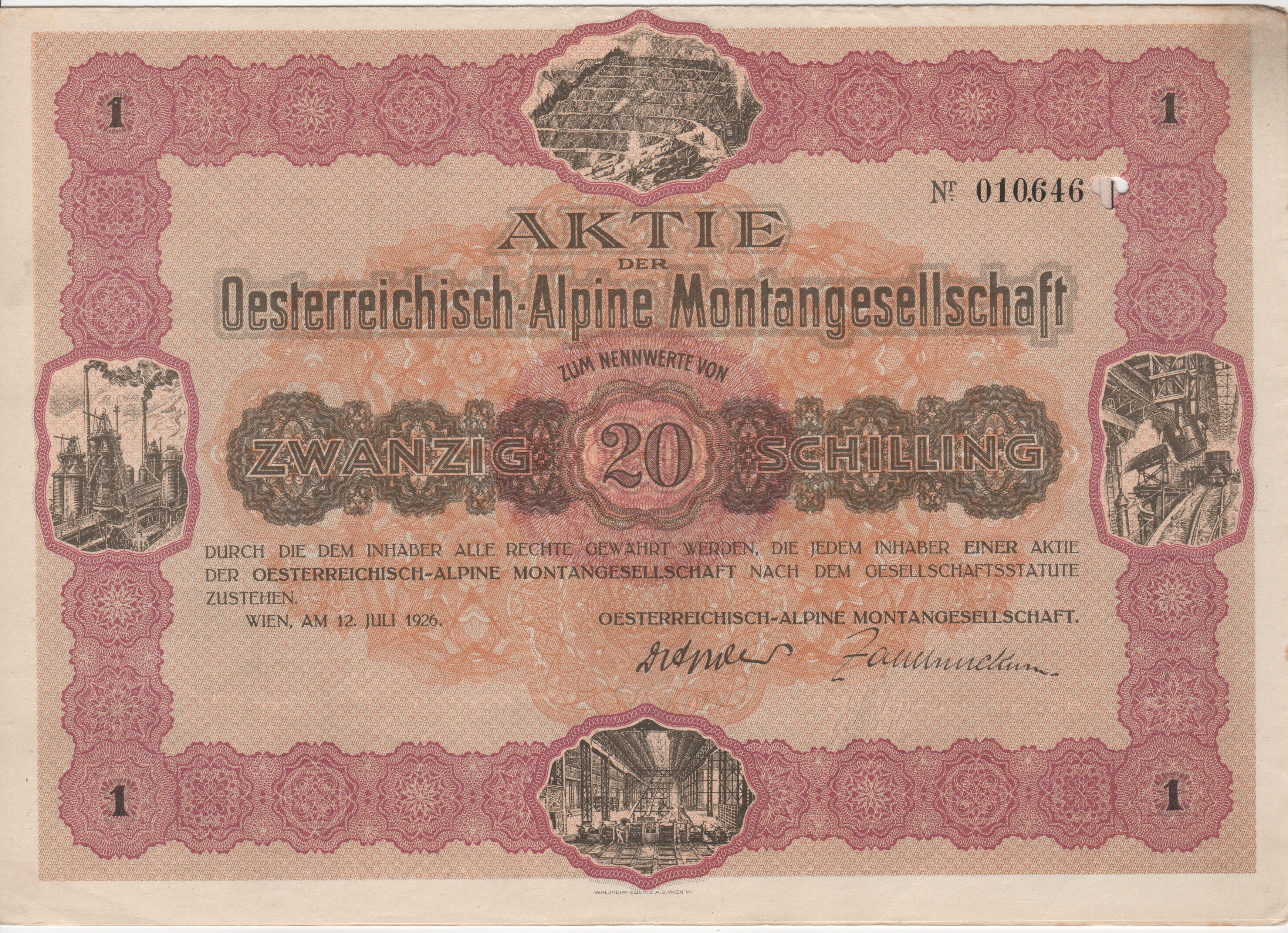
Aktie über 20 Schilling der Oesterreichisch-Alpinen Montangesellschaft vom 12. Juli 1926

Die Oesterreichisch-Alpine Montangesellschaft (ÖAMG) war ein bedeutendes österreichisches Montan- und Hüttenunternehmen, welches heute Teil der Voestalpine ist. Das Unternehmer agierte auch zeitweise als Hersteller von Schienenfahrzeugen und Eisenbahnschienen.

## Geschichte

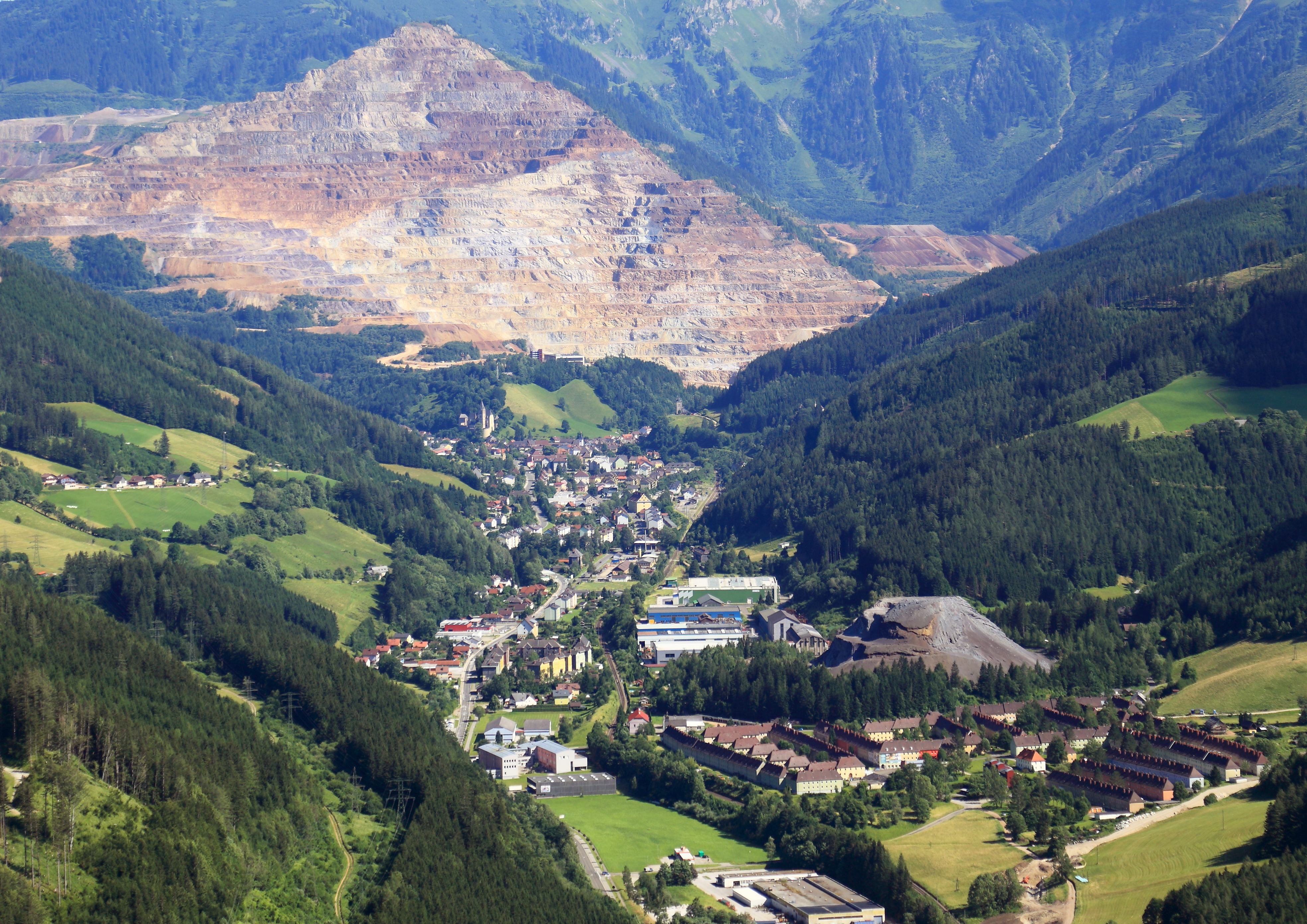
Eisenerz mit dem Erzberg

### Entstehung
Die Oesterreichisch-Alpine Montangesellschaft entstand als Aktiengesellschaft am 19. Juli 1881 unter Führung der Länderbank in Wien durch französischem Einfluss aus der vormals bedeutenden Innerberger Hauptgewerkschaft durch Zusammenschluss dieser mit der Steirischen Eisenindustriegesellschaft, der Vordernberg-Köflacher Montanindustriegesellschaft, der Neuberg-Mariazeller Gewerkschaft, der Hüttenberger Eisenwerksgesellschaft, der Eibiswalder Eisen- und Stahl-Gewerkschaft sowie der St. Ägidi-Kindberger Eisen- und Stahlindustriegesellschaft. Der Zusammenschluss war bis zur Gründung der VOEST-Alpine die größte Unternehmensverschmelzung in Österreich.
Als Rechtsnachfolger der Innerberger Hauptgewerkschaft kam die ÖAMG in den Besitz einer Vielzahl von Grundstücken und Immobilien, darunter historisch wertvoller Herrenhäuser, Hammerwerke und Forsthäuser. Im Gründungsjahr besaß das Unternehmen bereits 24 Forstbetriebe sowie insgesamt 37 Bergbaue, Hüttenwerke und Eisen verarbeitende Fabriken und beschäftigte 19.500 Personen. Die ÖAMG versuchte in Folge, den Strukturwandel in der Eisenindustrie dahingehend zu steuern, die Erzeugung an jenen Orten zu konzentrieren, die über eine gute Eisenbahnanbindung verfügten. Dadurch unrentable Betriebe in Seitentälern wie z. B. in Aschbach und Neuberg, aber auch kleine Standorte in der Süd- und Weststeiermark wie etwa Eibiswald wurden dagegen rasch stillgelegt. Zudem wurde in den Jahren bis 1900 die Feuerung der Hochöfen von Holzkohle auf Koks und Kohle umgestellt und zum Abbau der durch die Fusion entstandenen Schulden die nun als Brennstoff nicht mehr notwendigen und zunehmend unrentablen Waldbesitzungen verkauft. Tatsächlich konnte mit der Fusion von Betrieben die Effizienz deutlich gesteigert werden.

### Bis 1938
Zu den Unternehmerpersönlichkeiten, welche die Alpine Montan zeitweilig stark prägten, gehörten Karl Wittgenstein (ab 1897), Camillo Castiglioni (1919–24), Hugo Stinnes (1921–24), Max Gold (Vater von Thomas Gold).

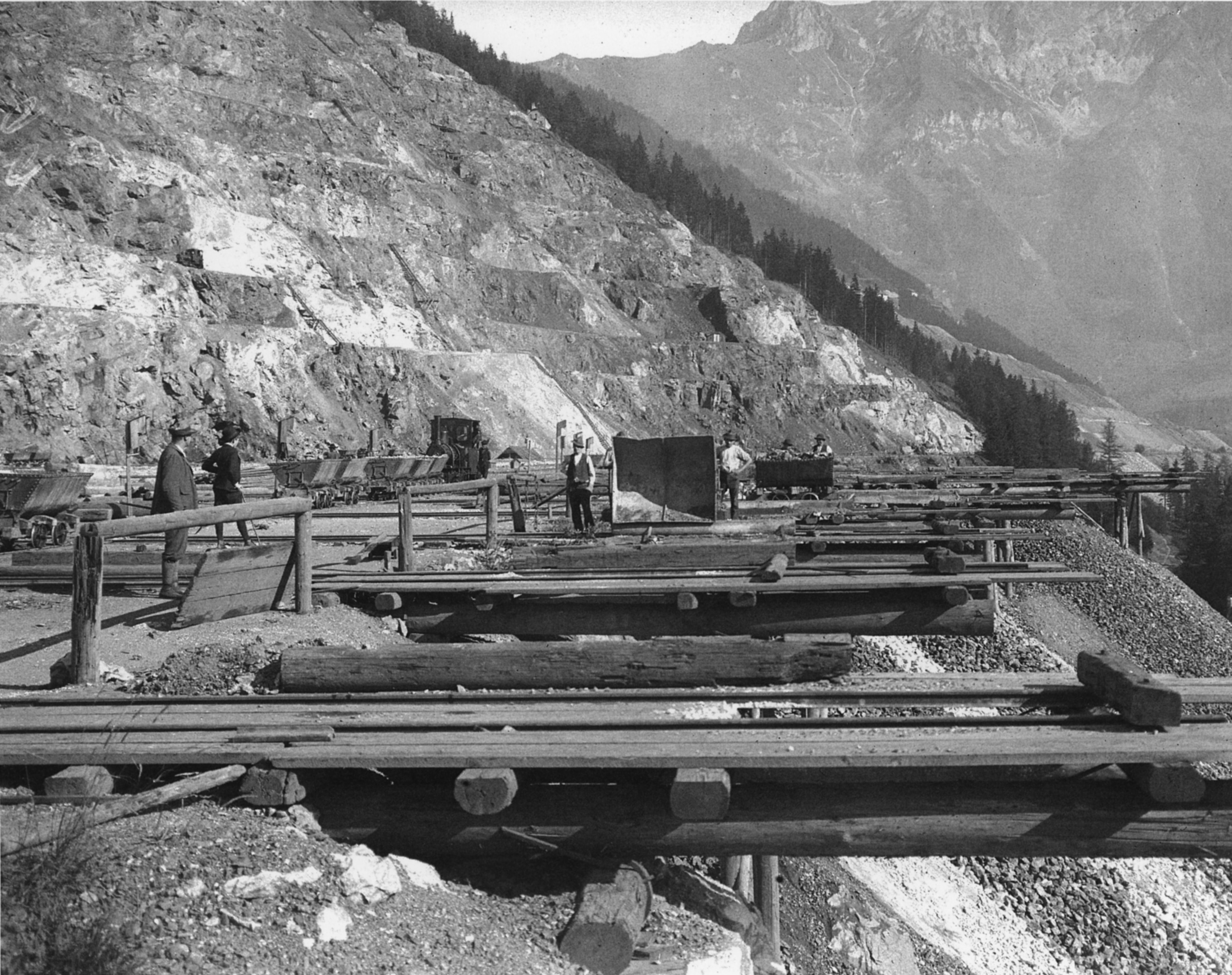
Erzabbau am Erzberg (um 1910)

Speziell unter Karl Wittgenstein kam es bis 1904 zu einer weitestgehenden Konzentration des Unternehmens auf die Erzeugung von Roheisen, Stahl und Walzwaren, sämtliche verarbeitenden Betriebe wurden veräußert. Die von Wittgenstein kontrollierte Prager Eisenindustrie-Gesellschaft war zudem mit 14 Prozent einer der Hauptaktionäre der Alpine geworden. 1912 war das produktive Rekordjahr des Unternehmens, damals verfügte es über vier Kohlenbergwerke, zwei Erzbergwerke und sechs Hüttenbetriebe. Bis zum Beginn des Ersten Weltkriegs entwickelte sich die ÖAMG zum leistungsfähigsten österreichischen Eisen- und Stahlunternehmen.
Der Erste Weltkrieg und die wirtschaftlich schwierige Zwischenkriegszeit waren große Herausforderungen für das Unternehmen, deren Mitarbeiterstand in den Jahren 1918/19 auf ca. 12.000 Beschäftigte sank. Rohstoffmangel wegen des Wegfalls der Kohlelieferungen aus dem mährisch-schlesischen Revier nach der Unabhängigkeit der Tschechoslowakei sowie Transportschwierigkeiten zwangen in dieser Zeit mehrmals zur völligen Betriebseinstellung. 1919 kaufte sich der Staat erstmals bei der Alpine ein, reichte jedoch die Aktien bald an den Spekulanten Camillo Castiglioni weiter. Auch der italienische Fiat-Konzern hielt ein großes Aktienpaket, welches in Folge an den deutschen Montanindustriellen Hugo Stinnes überging. Dieser hielt nun gemeinsam mit Castiglioni 50 % des Aktienkapitals und sicherte sich maßgeblichen Einfluss auf die Alpine-Montan. Auch die Niederösterreichische Escomptegesellschaft wurde einer der Großaktionäre. Durch Modernisierung und Rationalisierung konnte die Produktion stark ausgeweitet werden, eine Absatzkrise zwang 1924 die Reduktion auf lediglich 8.000 Arbeiter.

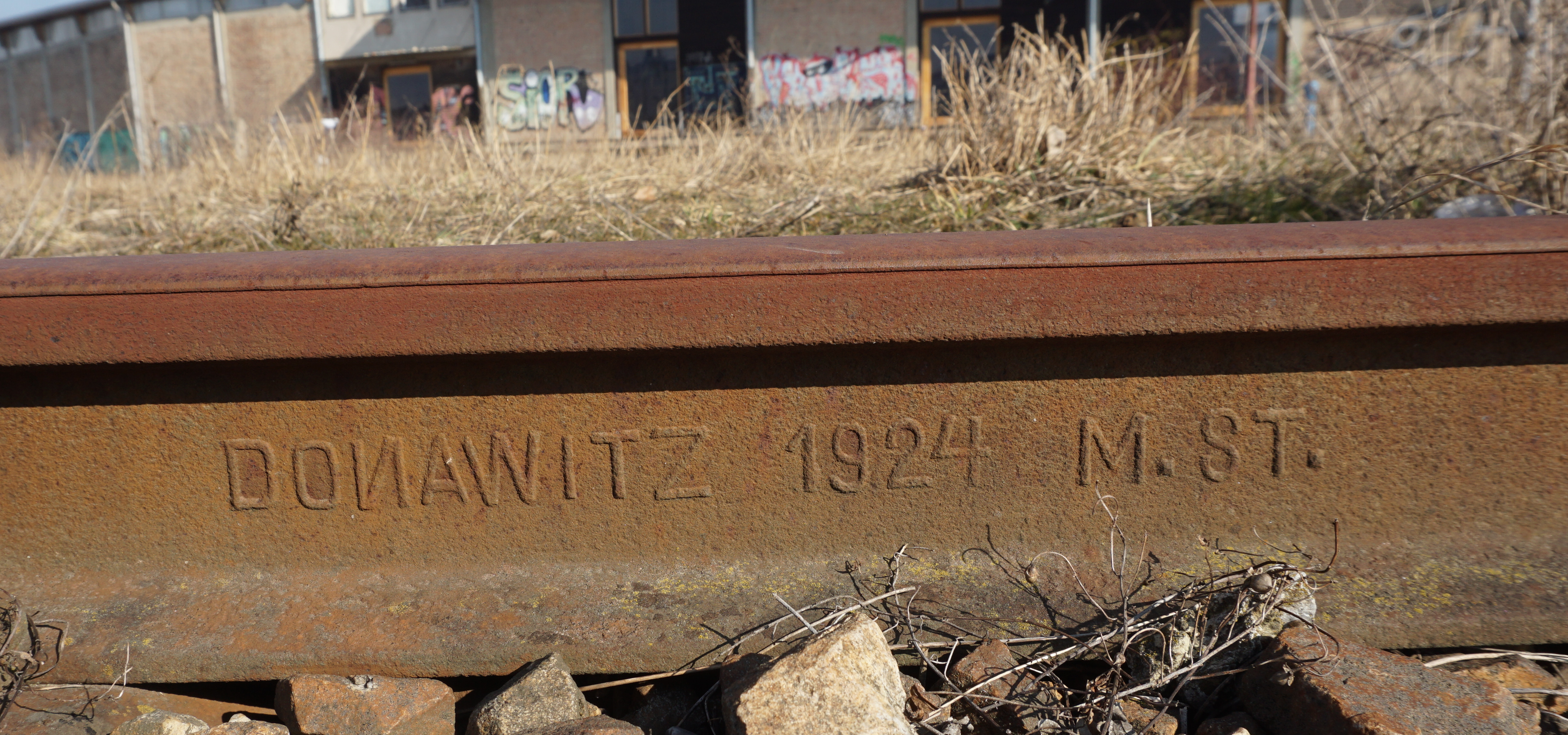
Eisenbahnschiene der ÖAMG von 1924

Nach einer Erholung stieg der Beschäftigtenstand in den folgenden Jahren wieder auf rund 14.500 Beschäftigte an. Nach dem Tod von Hugo Stinnes 1924 gingen dessen Anteile sowie diejenigen Castiglionis an den damals zweitgrößten Stahl-Erzeuger der Welt, die Vereinigten Stahlwerke (VESTAG) in Düsseldorf über. Diese hielten nun mit 56 % die Aktienmehrheit an der Alpine. In der zweiten Hälfte der 1920er Jahre wurde das Unternehmen stark ausgebaut, mit der Graz-Köflacher Eisenbahn- und Bergbaugesellschaft wurde der zweitgrößte Kohleproduzent des Landes übernommen. Einige Vertriebsgesellschaften in den Nachfolgestaaten der Monarchie wurden erworben, ebenso die zur GKB gehörenden Harter Kohlenwerke in Niederösterreich und die Baufirma Negrelli.
1932 trafen die Auswirkungen der Weltwirtschaftskrise die ÖAMG voll, am Höhepunkt der Krise im Juni dieses Jahres standen sämtliche Hochöfen sowie der Erzbergbau still. Die Beschäftigtenzahlen erreichten einen Tiefststand von unter 7.000. Der Abbau in Hüttenberg und die Hochofenanlagen in Eisenerz sollten auch in den folgenden Jahren stillgelegt bleiben. Durch einen leichten Aufschwung stieg die Mitarbeiteranzahl in den Jahren bis 1937 wieder auf durchschnittlich 12.500 an.

### Politisierung
In der späteren Zwischenkriegszeit galt die Alpine Montan unter der Führung von Anton Apold als Paradebeispiel eines politisierten Unternehmens, das Gelbe Gewerkschaften (u. a. die Unabhängige Gewerkschaft) und Heimwehren (besonders den Steirischen Heimatschutz) förderte und damit in heftigem Gegensatz zur politischen Linken stand. Zur Jahreswende 1932/33 wandte sich die Alpine schließlich der NSDAP zu und unterstützte sie finanziell und logistisch, auch in der Phase des Juliputsches im Jahr 1934.

### Seit 1938
Nach dem Anschluss 1938 wurde das Unternehmen als Alpine Montan AG Hermann Göring Linz Teil der Reichswerke Hermann Göring. Unter Druck der Rüstungsbehörden wurden der Alpine 1938 die vormals dem (von der Familie Rothschild kontrollierten) Creditanstalt-Bankverein gehörenden Eisen- und Stahlunternehmen angeschlossen. Dies betraf u. a. die Steirischen Gussstahlwerke AG in Judenburg, die Kärntnerischen Eisen- und Stahlwerke (KESTAG) in Ferlach, die Eisenwerke AG Krieglach sowie die Feinstahlwerke Traisen AG. 1939 wurde zur Deckung des gestiegenen Rohstoffbedarfs der bereits ab 1937 vorbereitete Eisenerzbergbau Radmer eröffnet. Das Unternehmen profitierte in der Wirtschaft im Nationalsozialismus von Zwangsarbeit.

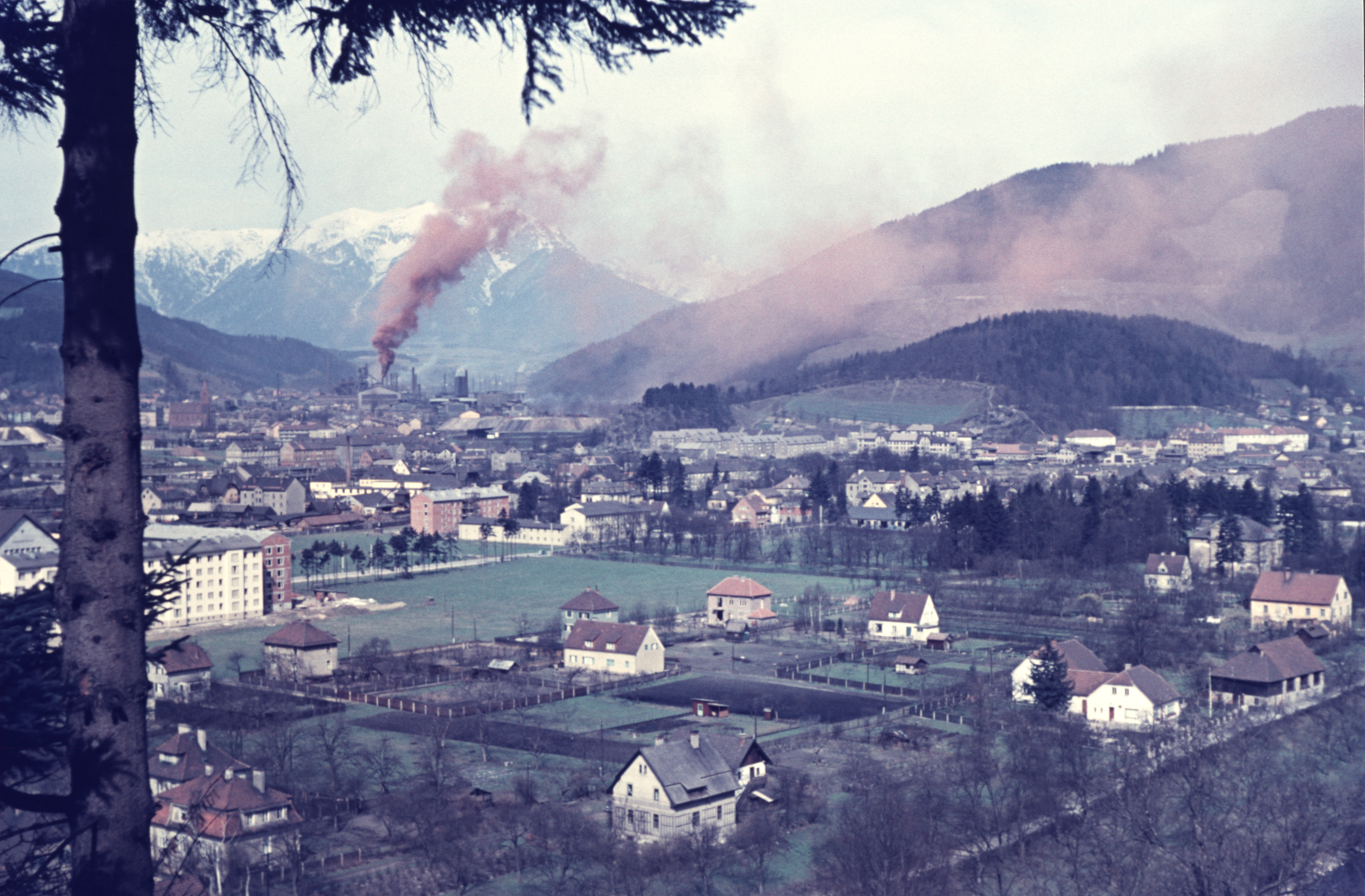
Donawitz mit dem Stahlwerk (1956)

Nach 1945 blieb die Alpine Montan als Deutsches Eigentum über Jahrzehnte Teil der verstaatlichten Industrie und gehörte später zur Österreichischen Industrieholding (ÖIAG). Das Unternehmen verlor einen Teil der ihm angeschlossenen Betriebe wieder und hatte zudem stark unter den Demontagen der Besatzungsmächte zu leiden.
1946 konnte die Produktion wieder aufgenommen werden. In den folgenden Nachkriegsjahren profitierte die Alpine von der einsetzenden Konjunktur und konnte ihren Betrieb wieder ausbauen, der Mitarbeiterstand stieg auf knapp 18.000 Mitarbeiter Ende 1955 an. Der technologische Meilenstein in der Stahlerzeugung war die 1952 eingeleitete Entwicklung des Blasstahlverfahrens LD (Linz-Donawitz-Verfahren), benannt nach den Standorten Linz (die aus den Hermann-Göring-Werken hervorgegangene VÖEST) und Donawitz. Diese Technologie hat weltweit alle bisherigen Verfahren weitgehend verdrängt.
Die Tochtergesellschaften in Traisen und Krieglach wurden mit der ÖAMG fusioniert und im Jahr 1958/59 übernahm man das von Johann Haselgruber gegründete Walz- und Stahlwerk in St. Andrä-Wördern. Ende 1961 erreichte die Alpine-Montan mit 21.627 den höchsten Mitarbeiterstand ihrer Geschichte. Im gesamten Alpine-Konzern arbeiteten Mitte der 1960er Jahre an die 30.000 Menschen. Jedoch kam es in dieser Zeit zu einem weiteren Konzentrationsprozess, in dessen Rahmen u. a. der ausgekohlte Bergbau Seegraben geschlossen und der Bergbau Fohnsdorf der konzerneigenen GKB übergeben wurde. 1967 wurde das Stahlwerk in St. Andrä-Wördern geschlossen. Der Mitarbeiterstand betrug zuletzt rund 16.000 Mitarbeiter.

### Fusionierung zur Voestalpine
1973 erfolgte die Fusionierung mit der VÖEST (Vereinigte Österreichische Eisen- und Stahlwerke AG) zur Voestalpine. Als Fehlakquisition erwies sich im Laufe der Jahre der Zukauf der Gussstahlwerke Judenburg, der Schoeller-Bleckmann Stahlwerke und der Böhler-Werke (Kapfenberg). Nach einer neuerlichen Umstrukturierung im Jahr 1987, mit der auch ein umfangreicher Personalabbau einherging, erholte sich der krisengeschüttelte Konzern.
Heute ist der voestalpine-Konzern ein stark modernisiertes Unternehmen. So werden in Donawitz die längsten Eisenbahnschienen der Welt erzeugt (120 Meter). Eine spezielle Kopfhärtung verleiht ihnen eine überdurchschnittliche Lebensdauer. Zusammen mit Zeltweg sind die voestalpine Bahnsysteme führend im Weltmarkt, ein weiteres Qualitätssegment ist die Drahterzeugung.
Generaldirektoren der ÖAMG waren u. a. Anton Apold, Hans Malzacher und Josef Oberegger.

## Betriebe

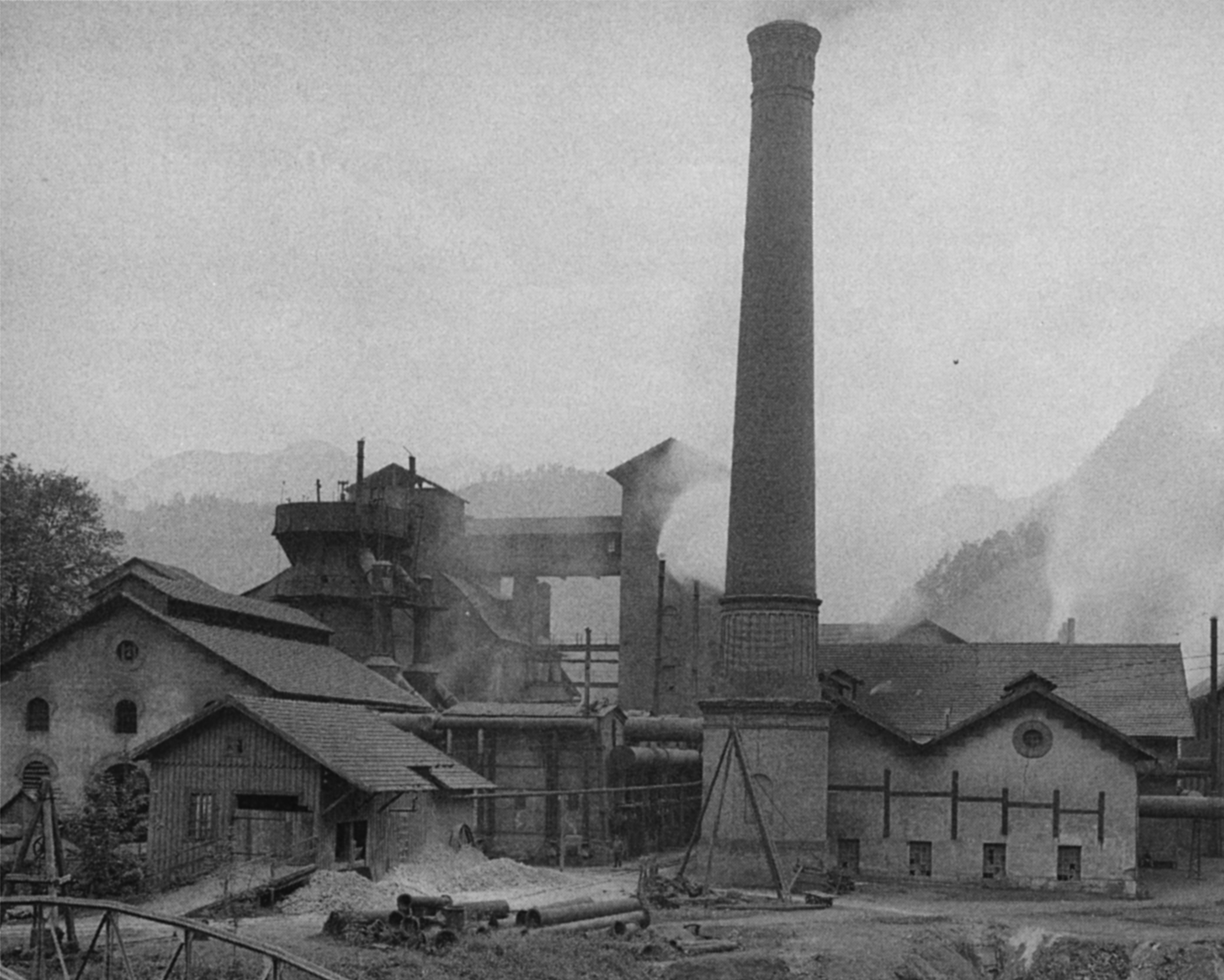
Hochofenanlage in Hieflau (1912)

Kerngebiete der ÖAMG waren vornehmlich die Industrieanlagen rund um den Steirischen Erzberg und zwar die Hochofen-, Stahl- und Walzwerke in Donawitz (Hüttenwerk Donawitz) sowie Hochofenanlagen in Eisenerz und Hieflau, außerdem in der Mur-Mürz-Furche die Maschinenfabrik Zeltweg, die sich aus einem Hüttenbetrieb entwickelte und heute im Eisenbahnweichenbau Weltgeltung genießt. Im Mürztal existierten noch die Betriebe Kindberg und Krieglach sowie die bereits genannten in Neuberg und Aschbach bzw. Gußwerk.
Das zweitgrößte Kerngebiet bestand in Kärnten rund um den Hüttenberger Erzberg mit den Standorten Hüttenberg, Lölling, Heft, Mosinz, Brückl und Treibach.
Außerhalb der Steiermark und Kärntens gab es Hüttenwerke in Schwechat und Krems. Neben diesen gehörten der Gesellschaft auch Kohlenbergwerke, vor allem die Bergbaue Fohnsdorf, Seegraben und Köflach (alle Steiermark). Der Deckung des eigenen Rohstoffbedarfs dienten die Erzbergwerke am Erzberg, in Radmer und in Hüttenberg sowie umfangreiche Forstflächen.
Von den genannten Betrieben existieren nur noch der Bergbau am Erzberg sowie das Hüttenwerk Donawitz, die Betriebe in Zeltweg und Kindberg und die Hütte Krems.

## Montanbahnen

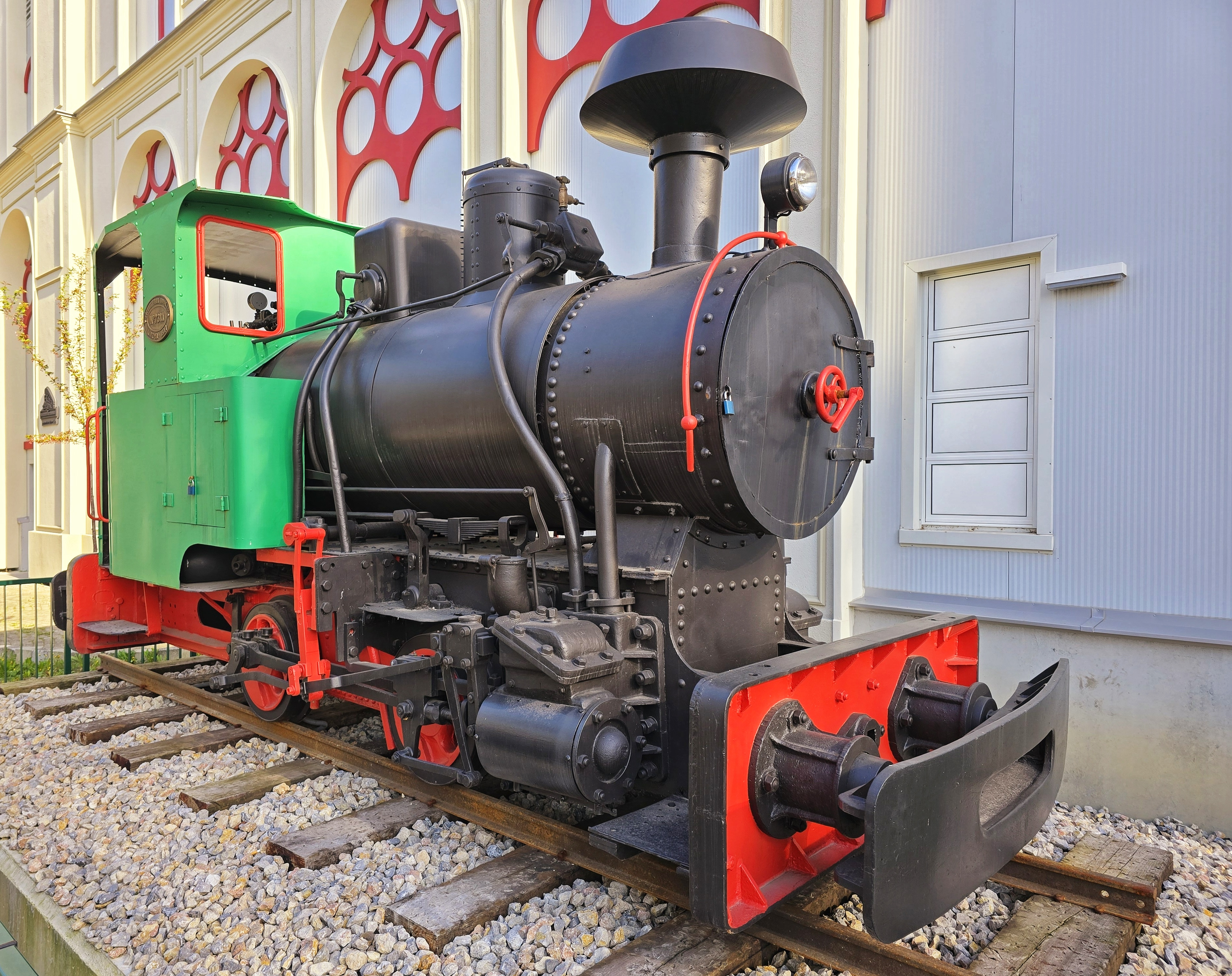
Ehemalige ÖAMG-Lokomotive als Werbeträger vor dem „Königreich der Eisenbahnen“ im Wiener Prater

In einigen ihrer Betriebe nutzte die ÖAMG für den innerbetrieblichen Verkehr, aber auch für Zulieferung und Abtransport teils sehr umfangreiche Schienennetze in diversen Schmalspurweiten sowie auch in Normalspur. Viele der Lokomotiven sind als museale Exponate erhalten geblieben.

## Schienenfahrzeugbau

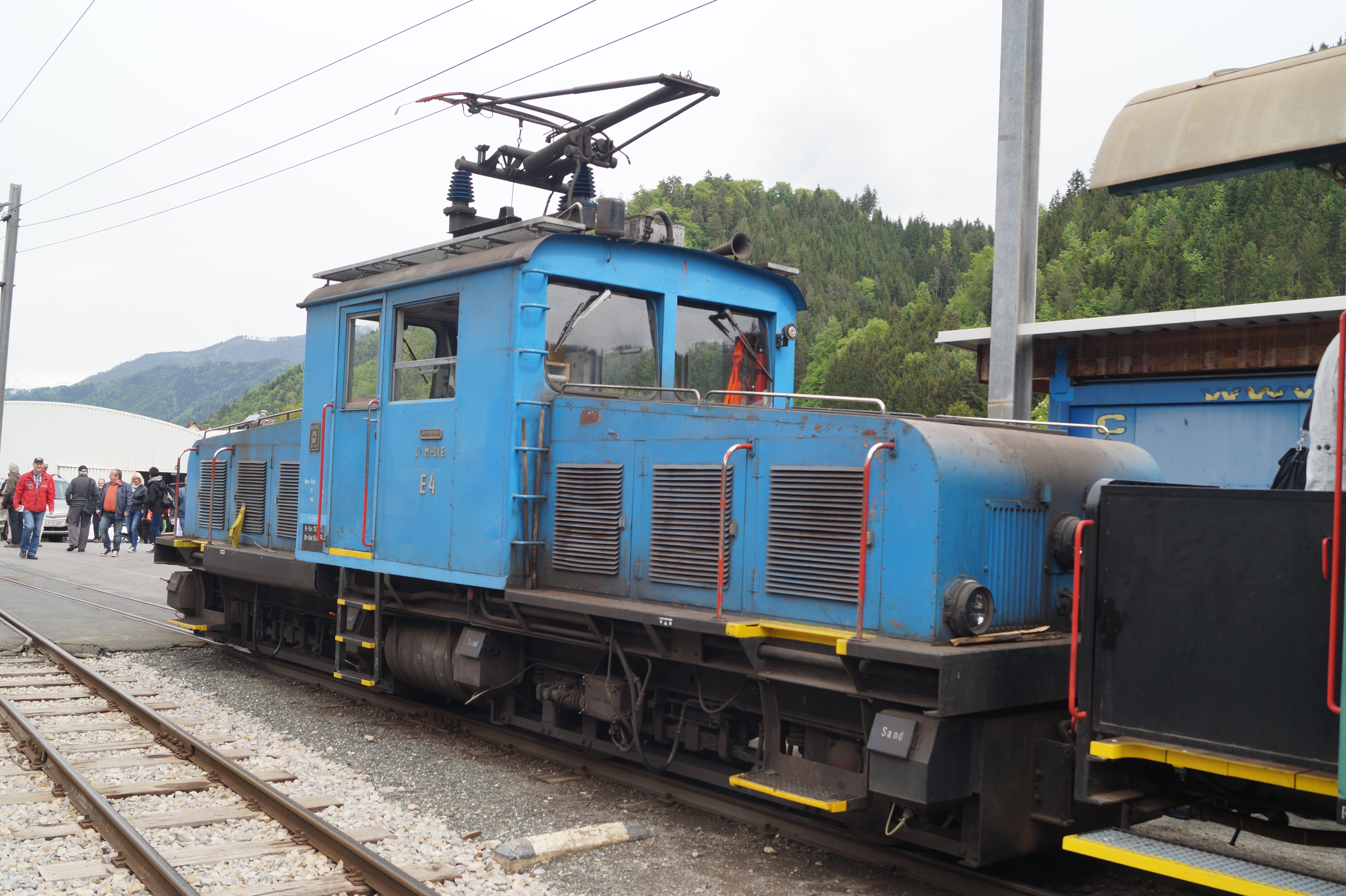
E4 der Lokalbahn Mixnitz-St. Erhard

Bereits um die Jahrhundertwende baute das auf Eisenbahnbedarf spezialisierte Werk Zeltweg der ÖAMG mehrere Grubenbahn-Fahrzeuge für den Erzberg, bekannt sind mehrere gemeinsam mit ÖSSW entwickelte elektrische Überlieferwagen für 830 mm Spurweite mit Baujahren zwischen 1911 und 1940.
Die ÖAMG baute in den 1950er und 1960er Jahren eine Reihe elektrischer bzw. diesel-elektrischer Lokomotiven für Normal- und Schmalspur. Als Lieferant kleinerer Stückzahlen und bereits mit einiger Erfahrung im Schienenfahrzeugbau war der Betrieb in der Lage, mit den beiden anderen (staatlichen) Lokomotivfirmen SGP und Jenbacher zu konkurrieren und individuellere Lösungen für kleine Betriebe anzubieten. Die elektrische Ausstattung aller gebauten ÖAMG-Lokomotiven stammte von den Österreichischen Brown Boveri-Werken in Wien, die Dieselmotore von MAN. BBC dürfte der Auftragnehmer gewesen sein, der die Herstellung des mechanischen Teiles an die ÖAMG-Maschinenfabrik Zeltweg vergab. Die gebauten Lokomotiven erwiesen sich als solide Konstruktionen, die z. T. bis heute ihren Dienst klaglos versehen.
Mindestens drei Typen von Lokomotiven wurden gefertigt:

### Schmalspurlokomotiven

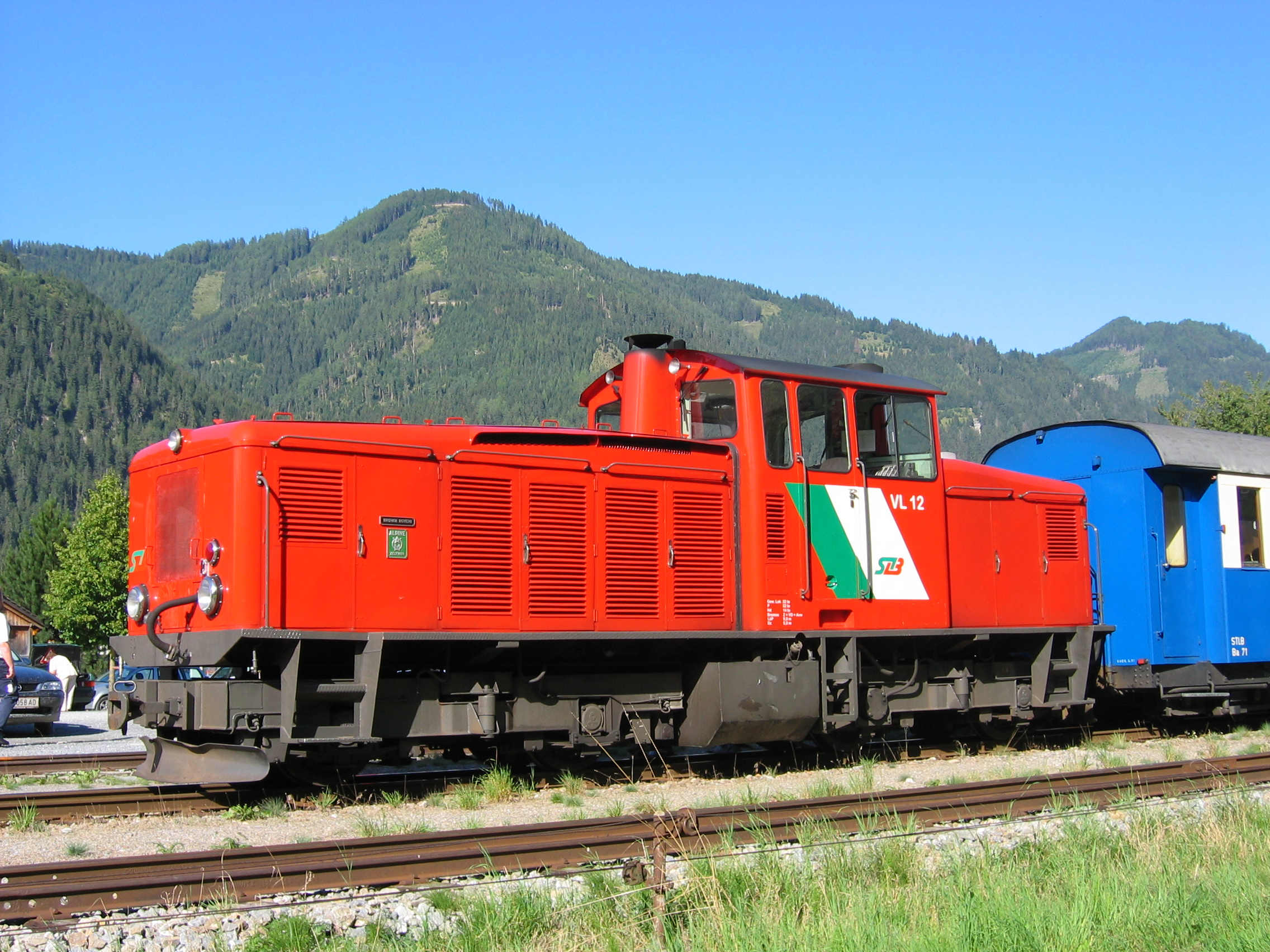
Dieselelektrische Schmalspurlokomotive StLB VL 11-16

Den Auftakt machte 1957 die vierachsige E-Lok E 3 in Bosnischer Spur für die Lokalbahn Mixnitz-St. Erhard (Fabriknummer 1601/1957). Ihr folgte 1963 eine weitere (E4, Fabriknummer 2402/1957). Diese Lokomotiven in Achsfolge Bo´Bo´ werden von vier BBC-Gleichstrommotoren mit je 37 kW angetrieben. Beide Lokomotiven sind heute noch in Betrieb und bewältigen den gesamten Verkehr auf dieser Bahnstrecke.
In der ersten Hälfte der 1960er Jahre wurde auch eine Bo´Bo´- dieselelektrische Schmalspurlok für die Steiermärkischen Landesbahnen entwickelt und als StLB VL 11-16 von 1964 bis 1967 in sechs Exemplaren gebaut. Bis auf den Dieselmotor, der später ersetzt worden ist, bewährten sich die Maschinen. Sie kommen auf der Murtalbahn und der Feistritztalbahn zum Einsatz.

### Grubenbahnen

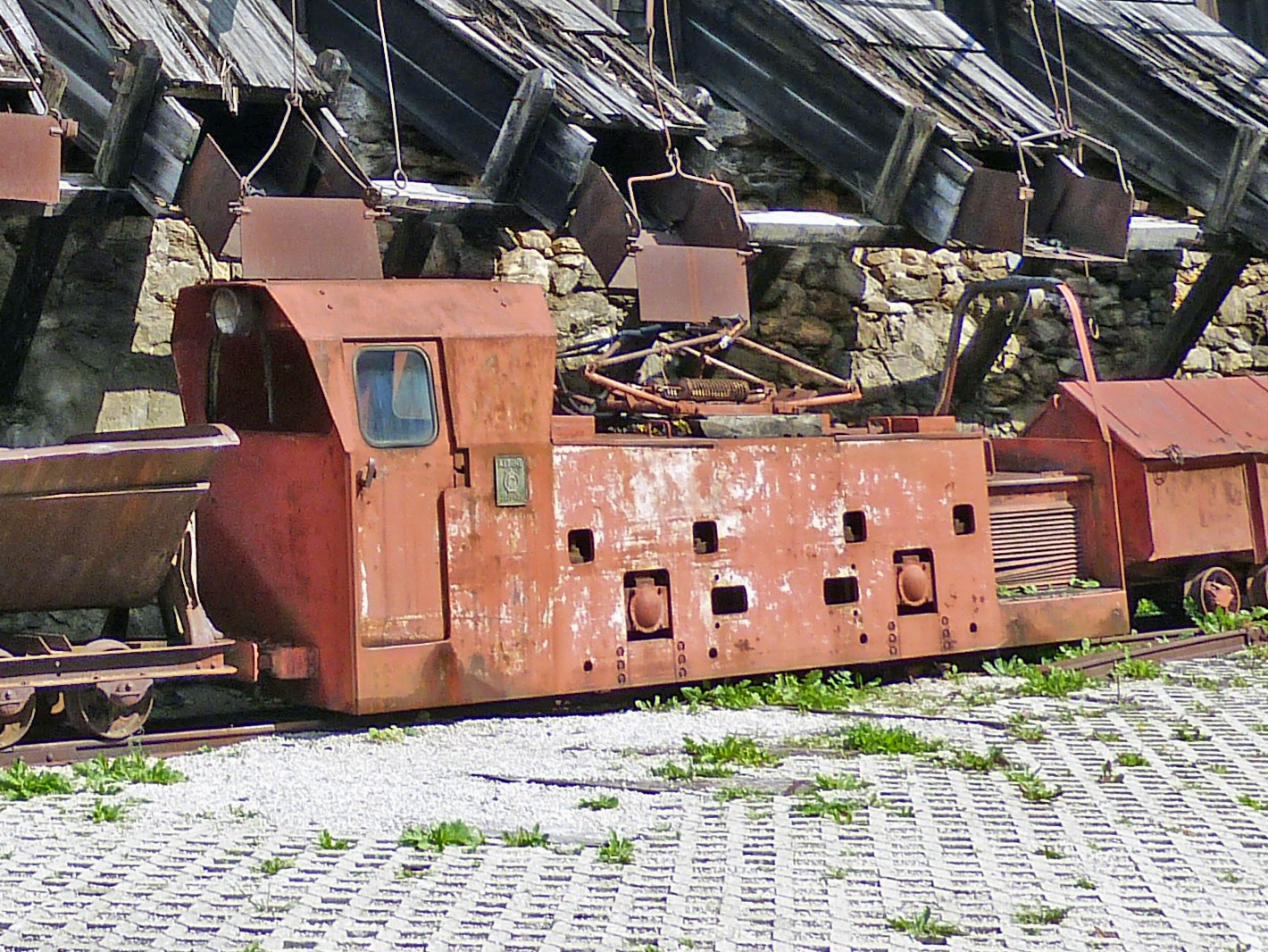
Elektrische ÖAMG-Grubenlok am Hüttenberger Erzberg

ÖAMG Zeltweg baute in Zusammenarbeit mit BBC in den Jahren 1958 bis 1983 auch elektrische Grubenloks in größerer Stückzahl, u. a. für die ÖAMG-eigenen Erzabbaue am steirischen Erzberg und dem Hüttenberger Erzberg. Für diese Betriebe wurden auch Grubenhunte und Bodenentleerer (sog. „Zeltweger“) hergestellt.

### Normalspurlokomotiven
Zeitgleich mit diesen Schmalspurloks entwickelte man auch eine dreiachsige Type für Normalspur. Die erste Maschine dieser Type mit im Rahmen gelagerten Achsen in Bauart Co-de wurde an 1960 an das Heraklithwerk Ferndorf geliefert, sie leistete 400 PS und trug die Typenbezeichnung C400/45. Weitere Lokomotiven wurden ab 1964 für die StLB und die mit der ÖAMG verbundenen Graz-Köflacher-Bahn gebaut. Bei den GKB trugen sie entsprechend ihrer Leistung die Bezeichnung DE 750.1 bis 750.3 (angeschrieben zuletzt als V 7501 – V 7503) und bei den StLB DE 1 und DE 2. Diese Lokomotiven mit der Höchstgeschwindigkeit von 60 km/h lösten auf der GKB und der Landesbahn Gleisdorf-Weiz die Dampftraktion weitestgehend ab, sie waren im Personen- und Güterverkehr sowie im Rangierbetrieb eingesetzt.
Die Loks waren 9,5 Meter lang, 48 Tonnen schwer und hatten eine Leistung von 551 kW. Als Hauptmaschine war anfangs ein V-12 Zweitaktdieselmotor vom Typ MAN V 6 V 16/18T eingebaut, der einen Gleichstromgenerator von BBC antrieb. Die Dieselmotore neigten aber zu undichten Zylinderlaufbuchsen und wurden daher bei den meisten Maschinen gegen MTU-Achtzylinder getauscht. Die GKB musterte ihre Lokomotiven 1993 aus und verschrottete sie 1995, bei den StLB ist DE 2 noch für Güterzüge und Rangieraufgaben im Dienst.

### Übersicht der von ÖAMG Zeltweg gebauten Lokomotiven
- LBMStE E3, Bauart Bo´Bo´E, Spurweite 760 mm, Baujahr 1957, Fabriknummer 1601 – noch im Dienst
- LBMStE E4, Bauart Bo´Bo´E, Spurweite 760 mm, Baujahr 1963, Fabriknummer 2402 – noch im Dienst
- StLB VL 11 - 16, Bauart Bo´Bo´De, Spurweite 760 mm, Baujahre 1964–1967, Fabriknummern 2836, 3260, 3618-3621 – VL 12, 13 und 16 noch im Dienst
- Heraklith Ferndorf Lok 2, Bauart Co´De, Normalspur, Baujahr 1960, Fabriknummer 1976 – seit 2011 in nicht betriebsfähigem Zustand beim Verein Nostalgiebahnen in Kärnten
- StLB DE 1 - 2, Bauart Co´De, Normalspur, Baujahre 1964 u. 1965, Fabriknummern 2393 und 2854 – DE 2 noch im Dienst, DE 1 Ersatzteilspender
- GKB V750.1 - 3, Bauart Co´De, Normalspur, Baujahre 1964, 1965 u. 1969, Fabriknummern 2852, 2853 und 3057 – 1995 verschrottet[12]